# Park Chanyeol
Park Chanyeol, acreditat com Chanyeol, —박찬열en coreà— (Seül, 1992) és un cantant, actor i model sud-coreà membre del grup EX-O.

## Discografia
- "Delight"[5]
- "Youngstreet"
- "SSFW" (봄 여름 가을 겨울)

## Filmografia
- 2008 - High Kick!
- 2012 - To The Beautiful You
- 2013 - Royal Villa
- 2015 - Exo Next Door
- 2017 - Missing 9
- 2018 - Memories of the Alhambra